# Simpang Mandepo
Simpang Mandepo is een bestuurslaag in het regentschap Mandailing Natal van de provincie Noord-Sumatra, Indonesië. Simpang Mandepo telt 605 inwoners (volkstelling 2010).